# Régime moteur

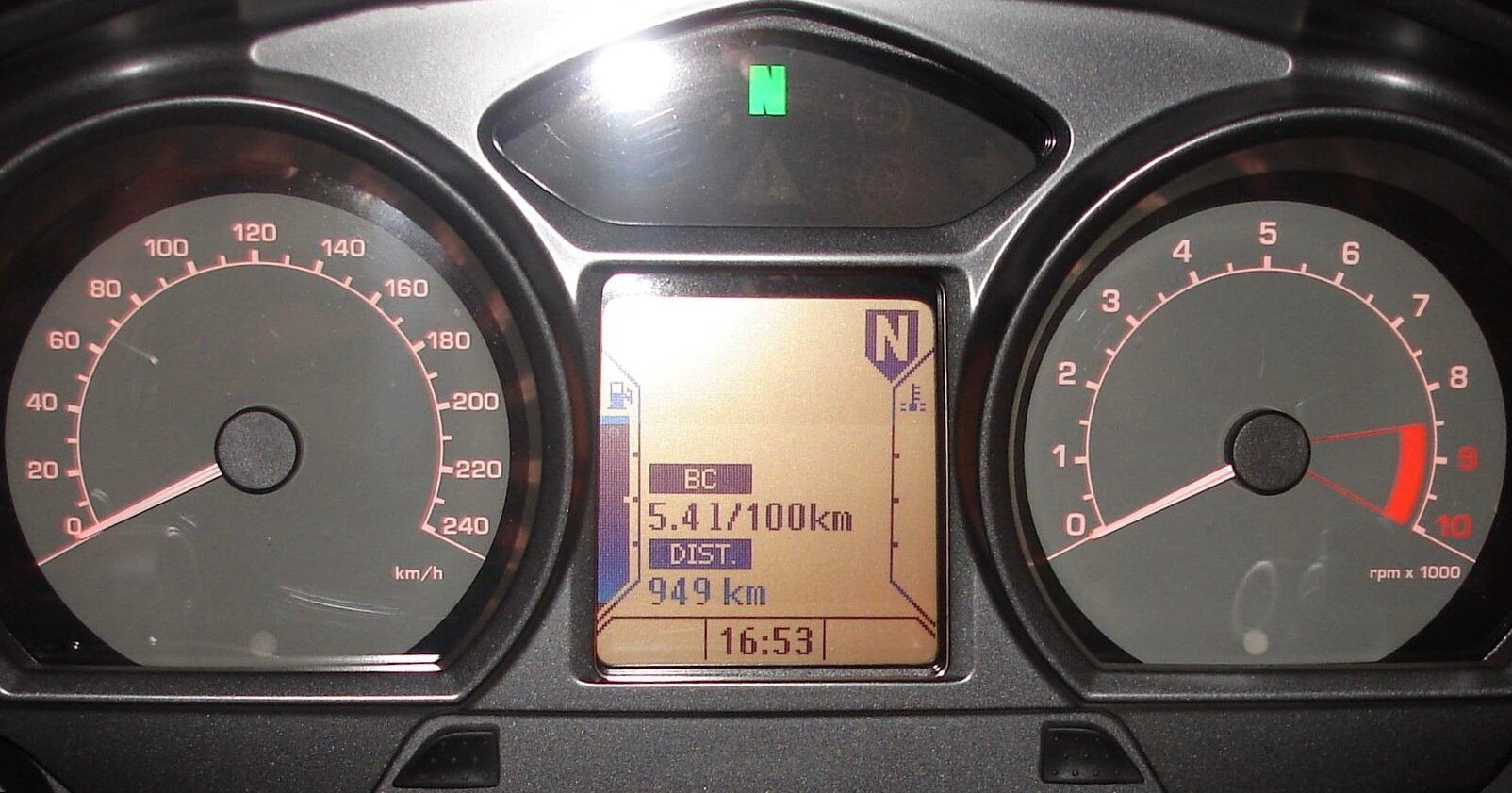
Tableau de bord d’une moto, indiquant en particulier le régime moteur sur la droite.

En mécanique, le régime moteur est le nombre de rotations effectuées par le vilebrequin de celui-ci par unité de temps. En général, il est exprimé en tours par minute. Il peut être mesuré au moyen d’un compte-tours ou d’un stroboscope.

## Exemples
- L’aiguille des heures d’une montre fait un tour en 12 heures tandis que l’aiguille des secondes fait un tour en une minute.
- Une noria peut effectuer quelques tours en une minute.
- Le moteur diesel pour porte-conteneur 14RT-flex96C à un régime moteur de 102 tr/min[2].
- La plupart des voitures diesel ont un régime moteur idéal situé entre 1 500 et 2 000 t/min, les modèles essence opérant entre 2 000 et 2 500 t/min[3].
- Les moteurs atmosphériques de Formule 1 pouvaient atteindre près de 20 000 tr/min à pleine puissance. Pour les rendre plus fiables, le régime maximal de ceux-ci est ramené à 18 000 tr/min entre la réglementation 2009, et la réglementation 2014 qui demande que les moteurs soient des V6 turbocompressés et hybrides, dont le régime maximum est limité à 15 000 tr/min.

## Relation puissance - régime moteur
Un mobile soumis à un couple {\displaystyle {\vec {\mathrm {C} }}} (en N m) et tournant à la vitesse angulaire instantanée {\displaystyle {\vec {\Omega }}} (en rad/s), produit une puissance instantanée égale à :
{\displaystyle \mathrm {P} ={\vec {\mathrm {C} }}\cdot {\vec {\Omega }}} (en W),
Pour augmenter la puissance, on peut jouer sur l'un des deux facteurs :
- Augmenter la vitesse de rotation

à couple constant, ce qui permet de mieux comprendre l’intérêt du régime moteur élevé des voitures de sport et de course ;
- Augmenter le couple moteur

ce qui est l'un des principaux avantages du moteur Diesel qui lui permet d'être plus économe à puissance égale (exemples des moteurs industriels, moteurs marine, et des moteurs de poids lourd, du moins en Europe).

## Limitation selon le type de moteur
L’équilibrage statique et dynamique d'un moteur est important pour atteindre des régimes élevés.

### Moteur électrique
Du fait de sa géométrie, il est assez simple d’équilibrer les moteurs électriques, ce qui explique qu'il est possible d'atteindre des dizaines de milliers de tours par minute avec les petits moteurs .

### Turbine
Toutes les pièces étant en rotation continue, l'équilibrage est relativement simple à obtenir, ce qui permet de leur faire atteindre des vitesses élevées.

### Moteur à explosion
La plupart des moteurs à explosion ayant des systèmes bielle-manivelle pour produire de la puissance il est assez complexe d’obtenir un bon équilibrage dynamique, cependant, il est assez courant d'atteindre 5 à 7 000 tr/min. Les limites actuelles sont obtenues en Formule 1 avec près de 20 000 tr/min au prix d'une révision générale après chaque course et un changement complet du moteur assez régulièrement. Cependant il est possible d'atteindre des régimes supérieurs[Lesquels ?] avec des micros-moteurs principalement utilisés en aéromodélisme.